# Kényes Foltok
A Kényes Foltok zenekar 2009-ben alakult soft-rock zenekar.

## Története
Nagy Dávid énekes, gitáros 2006-ban megírta a Részegen című dalt, majd 2008-ban Gaál Xéniával a Sanzonizét. A két dal felkeltette az Universal Records érdeklődését, a Sanzonizét meg is jelentették digitális maxi formában. A dal Czébely Csaba és Szőke Péter közreműködésével készült, de már a későbbi énekesnő, Roboz Réka is énekel a felvételen. A maxi kapcsán érkezett az első koncertmeghívás, ahhoz pedig már zenészek és további dalok kellettek. A zenekar a 2009-es Fezen fesztiválon debütált teljes tagságával, noha két koncert már előtte is volt.
A zenekar 2009 óta számtalan klubkoncertet adott, masszív közönségbázist generálva ezzel országszerte.
A 2011-es év nagyobbik része eseménytelenül zajlott, mivel Dávid külföldön volt öt hónapig. Miután visszajött, a zenekar új lendülettel, elektromos gitárokkal, rockosabb hangzással folytatta útját.
2012 tavaszán a zenekar stúdióban rögzített három új dalt, ebből lett az Új üzenet maxi.
2012 novemberének elején Bánfalvi Sanya kilépett a zenekarból, ezt követően átmenetileg négyen voltak. 2013 február 16-án debütált velük az új dobos, Nagy (Bigstick) Zoli.

## Tagok
- Nagy Dávid
- Roboz Réka
- Csányi Szabolcs
- Kálló Péter
- Nagy Zoltán